# George Boleyn
George Boleyn (1504 – 17. května 1536) byl anglický šlechtic a syn Thomase Boleyna a jeho manželky Alžběty Howardové. Byl také bratrem anglické královny Anny Boleynové (druhé manželky Jindřicha VIII.) a Marie Boleynové.

## Biografie
S největší pravděpodobností se narodil v Norfolku, v rodinném sídle Boleynů. Od prvních let byl u dvora. Je také možné, že studoval na univerzitě v Oxfordu. Na rozdíl od svých sester Marie a Anny zůstal v Anglii, nemusel jet během svého mládí do zahraničí. V roce 1529 mu byl udělen titul vikomt z Rochfordu. Ve stejném roce se stal členem Tajné rady. V prosinci roku 1529 byl vyslán na diplomatickou misi do Francie. Od roku 1524 byl ženatý s Janou Parkerovou. Toto manželství bylo nešťastné. Podle Retha Warnicka to mohlo být způsobeno homosexuální orientací George Boleyna, většina historiků však tuto hypotézu odmítá. Zvažuje se, že příčinou špatné ho manželského života George a Jany byl fakt, že George byl notoricky známý sukničkář, což naznačuje, že není homosexuál. Po svatbě své sestry Anny s králem Jindřichem VIII. získal silnou pozici na královském dvoře. Ale když Anna nedala Jindřichovi VIII. syna, celá její rodina včetně George upadla v nemilost. George byl obviněn z incestu se svou sestrou Annou, byl uvězněn. Soud s ním se konal dne 15. května 1536 několik hodin po soudu Anny. Byl odsouzen k smrti. George byl sťat na nádvoří londýnského Toweru dne 17. května roku 1536.